# 绍兴银行
绍兴银行是中国浙江省绍兴市的一家区域性股份制商业银行。前身是1997年成立的绍兴市商业银行。2010年1月29日，绍兴市商业银行改建为绍兴银行。目前，绍兴银行在嘉兴、舟山、台州等地设有分支机构。